# 케이맨 제도의 문장
케이맨 제도의 문장은 1958년 5월 14일에 제정되었다.
방패에는 하얀색과 파란색 물결 무늬 세 개, 초록색 별 세 개가 그려져 있으며 물결 무늬 위에는 빨간색 바탕에 금색 사자가 그려져 있다. 파란색과 하얀색 물결 무늬는 바다를 뜻하며 초록색 별 세 개는 사람이 살고 있는 케이맨 제도의 섬 세 개를, 금색 사자는 영국을 뜻한다.
방패 위에는 초록색 거북이와 매듭이 놓여 있고 그 위에는 금색 파인애플이 놓여 있다. 거북이는 케이맨 제도의 항해 역사를, 매듭은 케이맨 제도의 전통적인 짚 문화를, 파인애플은 자메이카를 뜻한다. 방패 아래쪽에 있는 리본에는 케이맨 제도의 표어인 "하느님께서 바다 위에 세우셨도다"(He hath founded it upon the seas, 성경 시편 24장 2절)이 쓰여져 있는데 이는 케이맨 제도의 기독교 유산을 뜻한다.